# Terminació elèctrica

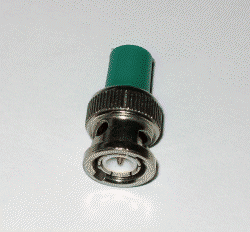
Terminador de senyal final de cable 10BASE2.

Terminació perfecta forçada.

En electrònica, la terminació elèctrica és la pràctica d'acabar una línia de transmissió amb un dispositiu que coincideixi amb la impedància característica de la línia. La terminació evita que els senyals es reflecteixin al final de la línia de transmissió. Els reflexos als extrems de les línies de transmissió sense terminar causen distorsió que pot produir nivells de senyal digital ambigus i un mal funcionament dels sistemes digitals. Els reflexos en els sistemes de senyal analògic provoquen efectes com ara el vídeo fantasma o la pèrdua de potència a les línies de transmissió del transmissor de ràdio.

## Línies de transmissió
La terminació del senyal sovint requereix la instal·lació d'un terminador a l'inici i al final d'un cable o cable per evitar que un senyal de RF es reflecteixi des de cada extrem, provocant interferències o pèrdua d'energia. El terminador es col·loca normalment al final d'una línia de transmissió o d'un bus en cadena (com en SCSI) i està dissenyat per adaptar-se a la impedància de CA del cable i, per tant, minimitzar els reflexos del senyal i les pèrdues de potència. Amb menys freqüència, també es col·loca un terminador a l'extrem conductor del cable o cable, si no ja forma part de l'equip generador de senyal.
Els cables de línia de transmissió requereixen una adaptació d'impedància per transportar senyals electromagnètics amb reflexos i pèrdues de potència mínimes. La característica distintiva de la majoria de cables de línia de transmissió és que tenen dimensions de secció transversal uniformes al llarg de la seva longitud, cosa que els dona una impedància característica elèctrica uniforme. Els terminadors de senyal estan dissenyats per adaptar-se específicament a les impedàncies característiques als dos extrems del cable. Per a molts sistemes, el terminador és una resistència, amb un valor escollit per coincidir amb la impedància característica de la línia de transmissió, i escollit per tenir una inductància i una capacitat paràsits acceptablement baixes a les freqüències rellevants per al sistema. Alguns exemples inclouen resistències de 75 ohms que s'utilitzen sovint per acabar cables coaxials de transmissió de vídeo de 75 ohms.